# Норт Сент Пол (Минесота)
Норт Сент Пол (енгл. North St. Paul) град је у америчкој савезној држави Минесота.

## Демографија
По попису из 2010. године број становника је 11.460, што је 469 (-3,9%) становника мање него 2000. године.
| Група             | 2000.          | 2010.         |
| Белци             | 10.923 (91,6%) | 9.018 (78,7%) |
| Афроамериканци    | 313 (2,6%)     | 801 (7,0%)    |
| Азијати           | 201 (1,7%)     | 762 (6,6%)    |
| Хиспаноамериканци | 281 (2,4%)     | 557 (4,9%)    |
| Укупно            | 11.929         | 11.460        |